# Гюльбахор
Гюльбахор (кирг. Гулбахор) — село в Араванском районе, Ошской области Кыргызстана.
Расположено в 10 км к востоку от районного центра — посёлка городского типа Араван, вблизи шоссейной дороги Ош — Араван. Центр Керме-Тооского аильного аймака.

## Население
| Численность населения | Численность населения | Численность населения |
| 1985                  | 1999                  | 2009                  |
| --------------------- | --------------------- | --------------------- |
| 3354                  | 6458                  | 7718                  |

## Карты
- Лист карты K-43-XXXI. Масштаб: 1 : 200 000. Указать дату выпуска/состояния местности.
- Лист карты K-43-122 Ош. Масштаб: 1 : 100 000. Состояние местности на 1982 год. Издание 1986 г.